# Knippen
Knippen ist eine 453,8 m ü. NHN hohe Erhebung, welche sich auf dem Wasserscheidepunkt von Asdorf (südöstlich), Bigge (nördlich) und Wisser Bach (südöstlich) befindet. Der Berg befindet sich unweit der drei Kreisgrenzen von Siegen-Wittgenstein, Olpe und Altenkirchen. Zudem treffen 250 m südwestlich des Bergs die Kulturgrenzen zwischen Siegerland, Sauerland und Wildenburger Land aufeinander.
Der eigentliche Knippen liegt auf Römershagen Gemarkung, Wenden im Kreis Olpe, sein etwa 3 m höherer, mit Knipsdell und Aufm Knippen bezeichneter Südostgipfel auf der Gemarkung Büschergrund, Freudenberg im Siegerland und die Scharte zwischen beiden auf 445,2 m ü. NHN auf dem Kölschen Heck, wie die Südgrenze des Sauerlands zum Siegerland und, ein Stück weit nach Westen, zum Wildenburger Land genannt wird. Der mit 457,4 m etwas höhere Löffelberg liegt, ebenfalls am Kölschen Heck, gut 1 km ostnordöstlich des eigentlichen Knippen. Da die Scharte des südöstlichen Knippen zum Löffelberg nur minimal unter 435 m liegt, handelt es sich letztlich um drei Gipfel nur eines Bergs bzw. einer Bergkette. Südöstlich des Löffelbergs passiert die Landesstraße Freudenberg–Olpe auf 428,2 m, weiter südöstlich liegt ein weiterer Gipfel, der gut 440 m erreicht.